# The County Hound EP
The County Hound EP è l'album di debutto del rapper di Chicago Ca$his pubblicato il 15 maggio del 2007 sotto contratto con la Shady Records, la Aftermath Entertainment e la Interscope Records

## Tracce
1. County Hound (Intro) (prod. da Eminem)
2. That Nigga A Gangsta (prod. da Rikanatti)
3. Gun Rule (prod. da Eminem)
4. Mr. Jenkins (prod. da Eminem)
5. Just Like Me (prod da Eminem)
6. Pistol Poppin'(ft. Eminem) (prod. da Luis Resto)
7. Thought Of Suicide (prod. da Ron Browz)
8. Lac Motion (Traccia Bonus) (prod. da Eminem)